# Galaic

Mapa d'Hispània (vers 300 a.C.)[http://arkeotavira.com/Mapas/Iberia/Populi.htm

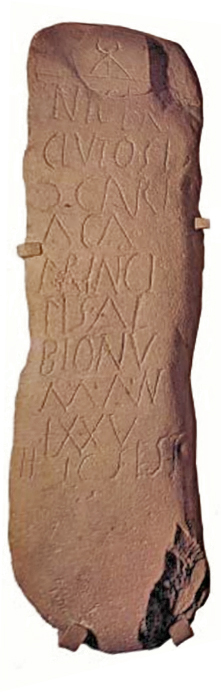
Estela amb la inscripció de Nicer Clutosi.

El galaic és una llengua cèltica extinta que es va parlar a Hispània abans i durant el procés de romanització de la península. Va ser la llengua ètnica dels galaics durant la primera meitat del mil·lenni I i el seu domini lingüístic era l'ocupat per aquest poble.

## Aspectes històrics, socials i culturals

### Distintivitat
Tant Pomponi Mela com Plini el Vell van escriure sobre les poblacions cèltiques i no cèltiques de Gallaecia i Lusitània. Alguns autors moderns han especulat sobre la possibilitat que ambdues regions compartissin una mateixa llengua cèltica, mentre que altres autors apunten dificultats no resoltes dins d'aquesta hipòtesi, com les característiques fonètiques incompatibles d'ambdues regions, com la preservació de p- en lusità i el reflex inconsistent de les consonants líquides sil·làbiques. L'evidència filogenètica mostra que l'idioma galaic, si bé comparteix algunes característiques amb el celtibèric mostra evolucions fonètiques que el diferencien del celtibèric, per la qual cosa clarament són dues llengües diferents.

### "Revitalització"
A principis del segle XXI diversos moviments culturals han mostrat interès a rescatar la tradició cultural galaica. Alguns han arribat a proposar reviure la llengua a través de la reconstrucció d'antic cèltic galaico mitjançant la reconstrucció lingüística, a partir de les evidències existents i llengües cèltiques com l'antic irlandès o el reconstruït protocelta. Una de les aspiracions d'aquests moviments culturals és la creació d'un diccionari atebivota format per paraules del galaic. Aquests treballs han estat recolzats per l'anomenada Lliga Céltiga Galaica, que a més promou l'intercanvi amb altres moviments pancèltics com la Lliga Cèltica, encara que aquesta última només reconeix moviments lligats a llengües cèltiques vives, no llengües cèltiques extintes.

## Descripció lingüística
Algunes de les característiques principals del celta galaic són o no compartides amb el celtíber i altres llengües cèltiques:
- Protoindoeuropeu *-eH-, *-ē- > -ē-. A diferència del cèltic on *-ē- > ī: La divinitat local REGONI (Lugo, CIL II 2574) < *h3rēg-on-o 'el que regeix' (BUA 2000: 126), davant del celta rīg 'rei' < *h3rēg, rīganī < *h3rēg-n̥-ih, 'reina', i en coincidència amb el llatí rēx 'rey' < *h3rēg-s, rēgina 'reina' < *h3rēg-n̥-a.
- pIE *-ps-, *-ks- > *-xs- > -s-: testimoniat en el topònim AVILIOBRIS derivat de *Awil-yo-brix-s < pre-Celta *Awil-yo-brig-s 'Oppidum ventós',[15][16] el topònim modern Osmo (Cenlle, Osamo 928 AD) derivat d' *Uχsamo- 'el més alt'.[17]

- Pèrdua de *p- > *φ- > ∅?:[18][19] testimoniat en topònims com C(ASTELLO) OLCA < *φolkā- 'bolcat', l'antropònim ARCELTIUS < *φari-kelt-y-os; el topònim C(ASTELLO) ERCORIOBRI < *φeri-kor-y-o-brig-s 'Overshooting hillfort'; el topònim C(ASTELLO) LETIOBRI,[20] < *φle-tyo-brig-s 'oppidum eixamplat', o *φlei-to-brig-s 'oppidum gris';[21] així com el topònim Iria Flavia < *φīweryā- (nominatiu *φīwerī) 'fèrtil' (forma femenina, cf. en sànscrit el femení pīvari- 'grossa');[22] el topònim ONTONIA < *φont-on- 'camí';[23] l'antropònim LATRONIUS[24] de *φlā-tro- 'lloc; pantalons'; l'antropònim ROTAMUS < *φro-tamo- 'el que està més endavant';[25] topònims Bama (Touro, Vama 912) ambdós d' *uφamā-[26] 'la que està més dessota', Iñobre (Rianxo) < *φenyo-brix-s[27] 'Oppidum d'aigua', Bendrade (Oza dos Ríos) < *Vindo-φrātem 'Oppidum blanc' i Baiordo (Coristanco) < *Bagyo-φritu-, on el segon element és la paraula protocelta per 'gual'.[28]

- Conservació de *p- > p-?: En primer lloc totes aquestes etimologies són perfectament explicables des d'arrels que no contenen /p-/, per exemple OLCA pot procedir fàcilment de l'arrel PIE *h₂olk-eh₂ 'recinte, fortí' (cfr. got. alhs 'temple', saxó ealgian 'protecció'). LETIOBRI sembla un senzill hidro-topònim format sobre un riu *letio, 'castro del riu letio', que es repeteix en el riu Leza < *letia afluent de l'Ebre (La Rioja) i el riu Leça (medieval Letia) < *letia (Oporto).[29]

En segon terme està l'evidència de constants exemples de la permanència de /p/: Parracuius, Paraliomego, Paramaeco, Poemanae, Copori i la localitat de Páramo i Pambre (medieval Paambre < *palambris) a Lugo, Proenetiaego, Proinetie, Pemaneieco, Palmueno, Pamudeno, Perurda, Mepluceeco, Tapila, Praenia a Ourense, Pestera i Colupa a Pontevedra, Apolta, Pelisto, Epeicus, Pinarea, Paugenda, Pelcius, Perifu i Pitilo a la Bracarense, Apana, Pusinca, Piusuna, Colupata, Lapatiaci i Pantiñobre a la Corunya que Bua justifica amb bon criteri des de < *palanti-nyo-brix-s, etc. La conservació de la /p/ sembla continuar pel territori astur Augo Propeddi, Progeneio, Provesica, Paedatura, Paesici, Paemeiobriga, Paelontium, etc.
Finalment, l'existència en el gallec actual de vocables preromans clarament patrimonials amb presència de /p/: lapa 'menhir, pedra xantada', pala 'cova', etc. semblen confirmar que el galaic mai va arribar a perdre la /p/ originària de l'indoeuropeu.
- Vocalització de les sonorants interconsonàntiques: *n̥, *m̥ > an, am; *r̥, *l̥ > ri, li:[30] com en el topònim Brigantia < *brig-ant-yā < pre-celta *br̥g-n̥t-y-ā < protoindoeuropeu tardà *bʰr̥gʰ-n̥t-y-ā 'l'excels'; o en els topònims  COELIOBRIGA, TALABRIGA el segon formant del qual *brigā < pre-celta *br̥g-ā < pIE *bʰr̥gʰ-ā 'emplaçament elevattttt',[31] o els noms AVILIOBRIS, MIOBRI, AGUBRI el segon formant del qual *bris < *brix-s < pre-celta *brig-s < pIE *br̥g-s < *bʰr̥gʰ-s 'oppidum';[32] comparat amb el cognat germànic burg- o l'anglès borough < anglosaxó burg 'fortalesa' < protogermànic *burg-s < pIE *bʰr̥gʰ-s.
- Reducció del diftong *ei > ē: com en el teònim DEVORI < *dēwo-rīg-ē < pre-celta *deiwo-rēg-ei 'Al rei dels déus'.[33]
- Lenició de *m el grup *-mnV- > -unV-:[34][35] ARIOUNIS MINCOSEGAECIS, formes de datiu d' *ar-yo-uno- *menekko-seg-āk-yo- 'A les [deitats] dels camps de molts cultius' < pre-celta *ar-yo-mno-.[36]
- Assimilació *p.. kʷ > *kʷ.. kʷ: com en l'etnònim Querquerni derivat de *kʷerkʷ- < pIE *perkʷ- 'roure, alzina'.[37] Encara que aquest nom també ha estat interpretat com a lusità per B. M. Prósper,[38] que proposa per a aquesta llengua l'evolució *p.. kʷ > *kʷ.. kʷ > *p.. p.[39]
- Reducció de diftong *ew > ow > ō:[40] com en els antropònims TOUTONUS / TOTONUS 'del poble' derivat de *tout- 'poble, nació, tribu' < pIE *teut-; CLOUTIUS 'famós, notable', encara que es té VESUCLOTI 'que té bona fama, bon nom' < pre-celta *Kleut-y-os, *Wesu-kleut(-y)-os.[41] En celtibèric hi ha les formes toutinikum/totinikum que mostren el mateix procés.[42]
- Comparatius en -iso: topònims: BERISO < *Berg-iso- 'més alt' (Birizo).
- Superlatius en -is(s)amo:[43] topònims: BERISAMO < *Berg-isamo- 'El més alt',[44] SESMACA < *Seg-isamā-kā 'El més fort, el més victoriós'.[45] S'ha proposat la mateixa etimologia per als actuals noms Sésamo (Culleredo) i Sísamo (Carballo), de *Segisamo-.[46]

Algunes característiques del cèltic galaic no compartides pel celtíber són:
- En contacte amb *e o *i la -*g- intervocàlica cau (*-g- > 0), exemples: el teònim DEVORI derivat de *dēworīgē 'al rei dels déus', el topònim SESMACAE derivat de *Seg-isamā-kā 'El més fort, el més victoriós'; els antropònims MEIDUENUS < *Medu-genos 'nascut de la carn', CATUENUS < *Katu-genos 'nascut de la lluita';[47] l'expressió NIMIDI FIDUENEARUM HIC < *widu-gen-yā.[43] Comparem el canvi amb el celtibèric SEGISAMA i l'antropònim mezukenos que mostren conservació de /g/ intervocàlica.[48]
- Evolució de *-lw-, *-rw- > -lβ-, -rβ- (com en goidèlic):[18] MARTI TARBUCELI < *tarwo-okel- 'A Mart del turó del brau', davant dal celtibèric TARVODURESCA.
- Preservació de *(-)φl- > (-)βl-, que només més tard evolucionà > (-)l-:[49][50] topònims BLETISAM(AM), BLETIS(AMA) moderna Ledesma (Boqueixón) < *φlet-isamā 'la més ampla'; BLANIOBRENSI[51] medieval Laniobre < *φlān-yo-brigs 'oppidum del pla'.[52] Davant del celtibèric Letaisama.[53]
- *wl- es conserva:[54] VLANA < pIE *wl̥Hn-eh₂ 'llana', mentre que en celtibèric es te l-: launi < pIE *wl̥H-mn-ih₂ 'llanut' (?).

- Datiu plural acabat en -bo < pIE *bʰo, davant del celtibèric que té -bos:[50] LUGOUBU/LUCUBO 'A (els tres déus) Lug'.

El celta galaic sembla una llengua Q-cèltica, com suggereixen les següents grafies en inscripcions locals: ARQVI, ARCVIVS, ARQVIENOBO, ARQVIENI[S], ARQVIVS, totes probablement de l'IE paleohispànic *arkʷios 'arquer', mostrant retenció del protocelta *kʷ. Cal esmentar també els etnònims Equaesi (< pIE *ek̂wos 'caballo'), un poble del sud de Gallaecia, i els Querquerni (< *perkʷ- 'roure'). No obstant això, dos topònims modenros han estat interpretats com a evidència que kw / kʷ > p: Pantiñobre (Arzúa, compost de *kʷantin-yo- '(de la) vall' i *brix-s 'oppidum') i Pezobre (Santiso, de *kweityo-bris).

Algunes inscripcions locals llatines que incorporen noms autòctons, apel·latius i expressions
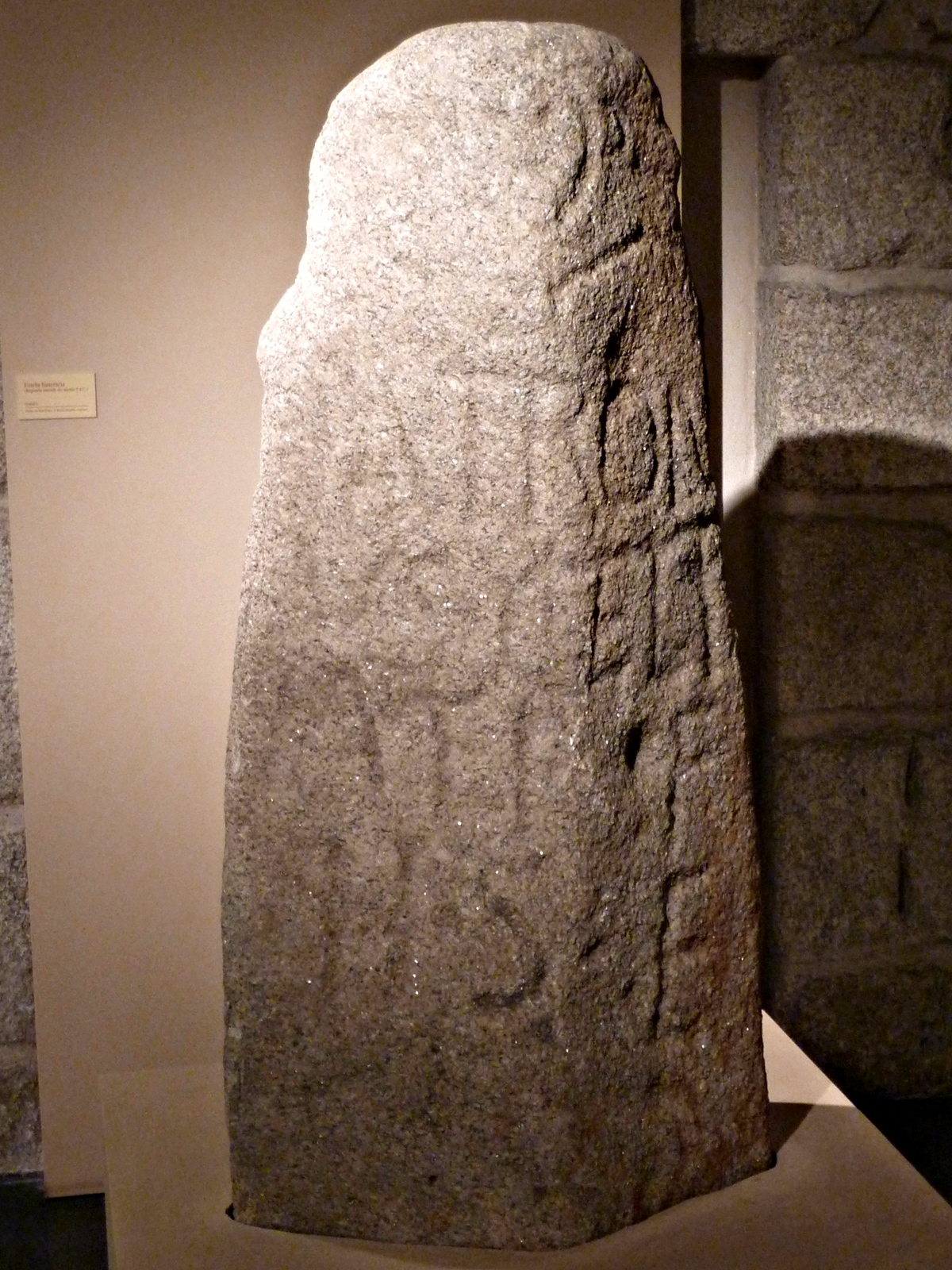
Estela funerària antropomorfa amb inscripció llatina, i antropònims indígenes: LATRONIUS CELTIATI F(ilius) H(ic) S(itus) E(st)
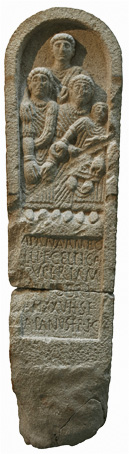
Estela amb inscripció llatina: APANA AMBOLLI F(ilia) CELTICA SVPERTAM(arica) [Castello] MIOBRI AN(norum) XXV H(ic) S(itus) E(st) APANVS FR(ater) F(aciendum) C(uravit).
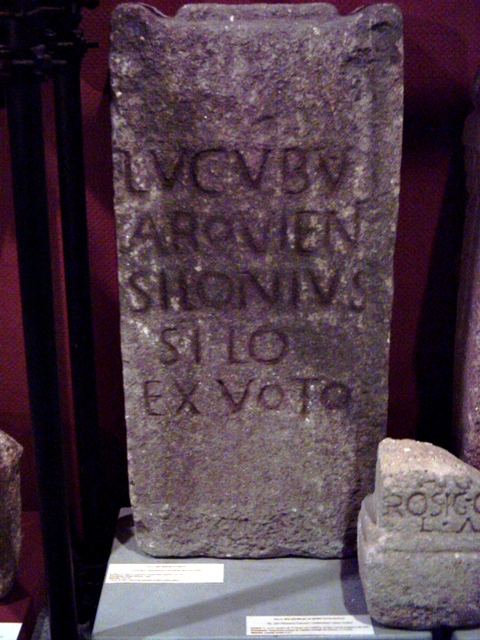
Ara votiva dedicada a Lug: LUCOUBU ARQUIEN(obu) SILONIUS SILO EX VOTO.
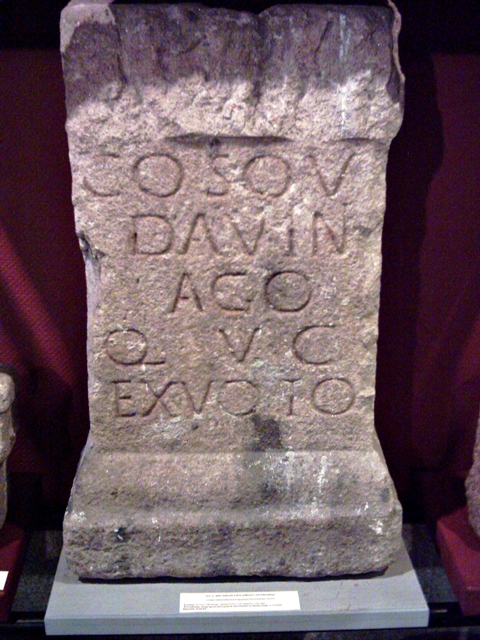
Ara votiva dedicada a Coso: COSOU DAVINIAGO Q(uintus) V() C() EX VOTO.
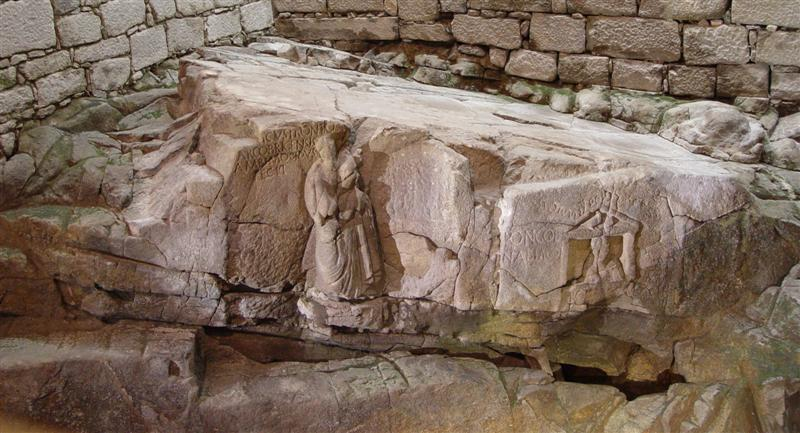
Fonte do Idolo a Braga (Portugal) amb inscripció amb antropònims indígenes: [Ce]LICUS FRONTO ARCOBRIGENSIS AMBIMOGIDUS FECIT; and TONGOE NABIAGOI CELICUS FECIT FRONT[o]
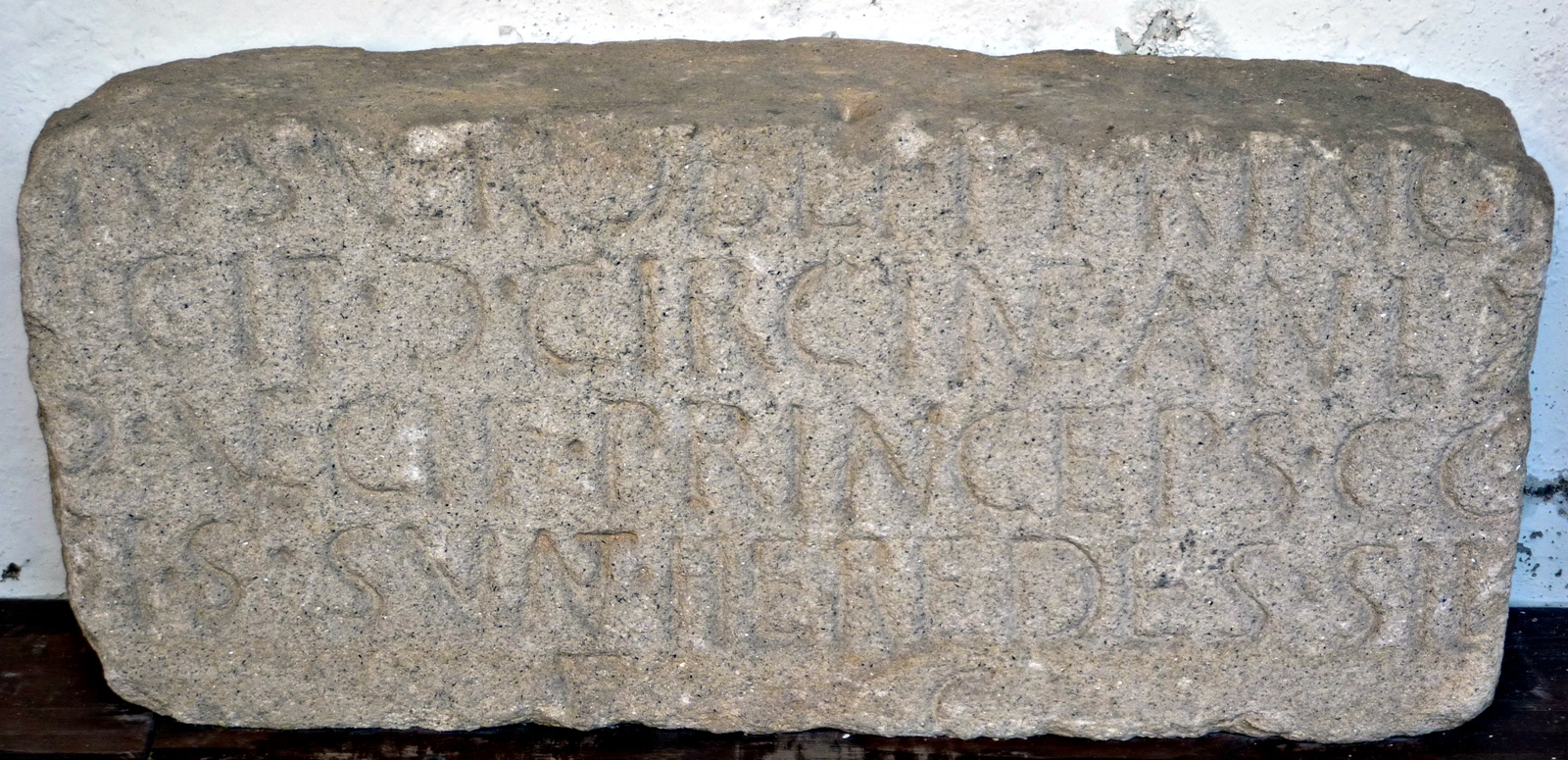
Inscripció funerària romana amb antropònims galaicos: VECIUS VEROBLII F(ilius) PRICE[ps...] CIT(...) C(ASTELLO) CIRCINE AN(norum) LX [...]O VECI F(ilius) PRINCEPS CO[...].